# Heracliano
Heracliano  (Griego antiguo: Ἡρακλειανὸς, Herakleianòs; † Cartago, verano de 413) fue un militar romano que ocupó el cargo de comes Africae y se rebeló en 413 contra el gobierno de Honorio para intentar sustituir a Flavio Constancio como figura dominante dentro de él.

## Biografía

### Oposición a Prisco Atalo

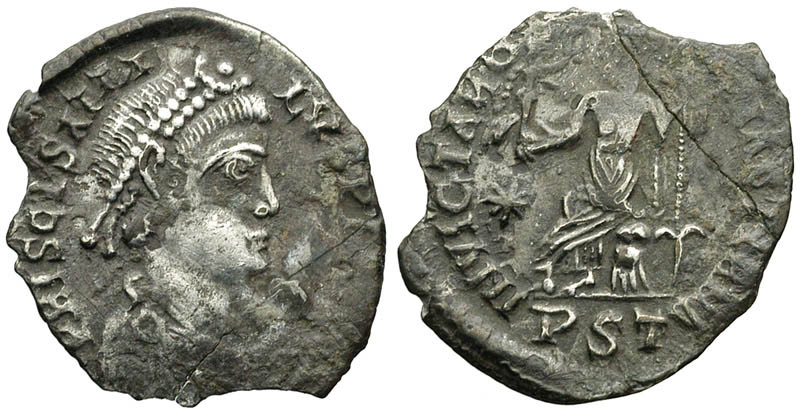
Siliqua acuñada por Prisco Atalo.

El primer acto conocido de Heracliano fue el asesinato del poderoso magister militum Estilicón (22 de agosto de 408) en favor del emperador Honorio, quien a finales de 408 premió a Heracliano con el cargo de comes Africae, o comandante del ejército de campo en la diócesis de África.
Según Orosio, Heracliano llegó a África en 409. Orosio también indica que el Comes Africae era, en 408, un tal "Juan", que fue asesinado por el pueblo de su provincia. No obstante, Zósimo declara que Heracliano fue sucesor de Batanario, cuñado de Estilicón y condenado a muerte por Honorio.
En 409, con la ayuda de los visigodos del rey Alarico I, Prisco Atalo se rebeló contra Honorio, cuya capital estaba en Rávena, e instaló su propia corte en Roma. Heracliano se mantuvo leal a Honorio y controló los puertos africanos para restringir el suministro de grano a la ciudad de Roma.
Inicialmente Atalo no envió un ejército contra Heracliano dado que la dirección del mismo habría tenido que ser visigoda. Engañado por las profecías o movido por sus propios celos hacia los visigodos, envió un único representante, Constante, contando con que su sola autoridad bastaría para deponer a Heracliano o para convencer a la provincia para rebelarse. Sin embargo, Constante fue asesinado y Heracliano envió a Honorio la suma con la que los enviados pretendían sobornar a la población local.
Alarico quiso enviar entonces contra Heracliano un ejército comandado por su propio hombre, Drumas. Atalo se opuso a esto y Alarico le depuso en 410. Dado que Alarico pretendía enviar tan solo una pequeña fuerza de 500 hombres, es probable que Heracliano dispusiera únicamente de un ejército muy pequeño. Aun así, también es probable que Heracliano contase con el apoyo de la población local, debido a que el emperador Honorio había emitido recientemente un edicto de tolerancia a favor del donatismo, una secta cristiana muy popular en África. Según el historiador Adrian Goldsworthy, Atalo habría enviado un comandante romano con tropas regulares para asegurar la provincia de África, que habría sido severamente derrotado por las tropas de Heracliano.

### Rebelión contra Honorio
En 412 Heracliano fue designado para el consulado del año 413. Seguro de su propio poder e instigado por su yerno Sabino, se rebeló contra Honorio temeroso de la influencia que ejercía  Flavio Constancio dentro del gobierno imperial. Como primera medida interrumpió el suministro de grano a Roma, como había hecho exitosamente contra Prisco Atalo. Luego reunió varios barcos junto con tropas para invadir Italia. Honorio declaró a Heracliano y a sus seguidores enemigos del estado y les condenó a muerte en un edicto emitido en Rávena a inicios de agosto de 413.
En 413 Heracliano desembarcó en Italia con su ejército para luchar contra Honorio, pero fue vencido y muerto. Hay dos versiones sobre su fallecimiento: según algunas fuentes, Heracliano llegó a Italia y se dirigió hacia Roma, pero acobardado por la llegada del comes domesticorum Marino abandonó a su ejército y huyó a Cartago, donde se le dio muerte en julio de 413. La segunda versión da a Heraclio como derrotado en Utriculum (quizás Otricoli, en Umbria, a mitad de camino entre Roma y Rávena) en una batalla con 50.000 bajas tras la que huyó a Cartago, donde enviados de Honorio le dieron muerte en el templo de Mnemósine. Sabino, yerno de Heracliano, huyó a Constantinopla, pero más tarde fue devuelto y exiliado.
El nombre de Heracliano no aparece en los Fasti consulares, la lista de todos los cónsules Romanos, así que probablemente Honorio revocó su designación y dejó a Lucio como cónsul sin colega. Los edictos de Heracliano quedaron revocados y sus posesiones de 2.000 lb de oro y tierras por el mismo valor se confiscaron y entregaron a Constancio III.
Jerónimo de Estridón acusó a Heracliano de haber maltratado a quienes habían huido de Roma a Cartago con ocasión de la usurpación de Atalo (Heracliano encarceló a las jóvenes nobles Anicia Faltonia Proba, Anicia Iuliana y Demetria y las liberó solo después de un enorme pago) y de ser bebedor y corrupto.